# Liadroporus
Liadroporus – wymarły rodzaj chrząszczy z rodziny pływakowatych i podrodziny Liadytiscinae. Obejmuje tylko jeden gatunek, Liadroporus elegans. Żył w kredzie na terenie współczesnych Chin.

## Taksonomia
Rodzaj i gatunek typowy opisane zostały po raz pierwszy w 2010 roku przez Aleksandra Prokina i Ren Donga. Opisu dokonano na podstawie skamieniałości odnalezionych w Formacji Yixian na terenie chińskiego Huanbanjigou. Pochodzą one z kredy wczesnej. Nazwa rodzajowa to połączenie nazw Liadytiscus i Hydroporus, zaś epitet gatunkowy oznacza po łacinie „elegancki”.
Autorzy opisu sklasyfikowali ten rodzaj w podrodzinie Liadytiscinae. W 2013 roku została ona zrewidowana przez Prokina, Piotra Petrowa, Wang Bo i Aleksandra Ponomarenkę. Wówczas rodzaj ten umieszczono wraz z rodzajami Liadytiscus i Liadyxianus w plemieniu Liadytiscini, a pozostałe rodzaje podrodziny w plemieniu Mesoderini.

## Morfologia
Chrząszcz o jajowatym w zarysie ciele długości 10 mm i szerokości 4,3 mm. Głowa jego była częściowo wycofana w głąb przedtułowia, zaopatrzona w oczy złożone o niewyciętych przednich krawędziach oraz nitkowate czułki zbudowane z 11 członów. 3,7 raza szersze niż dłuższe przedplecze miało lekko zaokrąglone i rozwarte kąty przednie, zaokrąglone boki i ostre kąty tylne. Tarczka była od zewnątrz widoczna. Pokrywy były nie szersze od przedplecza, o równoległych bokach, pozbawione wcięcia czy kolca na wierzchołku i miały gładką powierzchnię. Epipleury były szerokie u nasady i dalej stopniowo się zwężające, zanikając na wysokości środka piątego z widocznych sternitów odwłoka. Przedpiersie zaopatrzone było w żeberko. Zapiersie (metawentryt) miało część środkową wyniesioną i zaokrągloną. Płytki zabiodrzy były nieco dłuższe od skrzydełek bocznych zapiersia. Wyrostki zabiodrzy miały zaokrągloną krawędź tylną. Genitalia samca cechowały się obecnością trzech kępek włosków na lewej paramerze oraz rozszerzonym u podstawy i spiczastym u szczytu prąciem z lekko zafalowaną krawędzią grzbietową.